# Skierbieszów
Skierbieszów – wieś w województwie lubelskim, w powiecie zamojskim, w dolinie rzeki Wolicy, na terenie Działów Grabowieckich. 
Miejscowość jest sołectwem, siedzibą władz gminy Skierbieszów. Według Narodowego Spisu Powszechnego z roku 2011 wieś liczyła 1408 mieszkańców.
Wieś jest siedzibą rzymskokatolickiej parafii Wniebowzięcia Najświętszej Maryi Panny w Skierbieszowie.
Prywatne miasto duchowne lokowane w 1510 roku położone było w XVI wieku w województwie ruskim. Prawa miejskie do 15 stycznia 1822. W 2012 niepowodzeniem zakończyła się próba ich odzyskania.
W latach 1975–1998 miejscowość administracyjnie należała do województwa zamojskiego.
Skierbieszów położony jest w południowo-wschodnim regionie Polski. Znajduje się na południowy wschód od Lublina, na północ od Zamościa oraz na południe od Chełma, w odległości 57 km od granicy z Ukrainą. Położony jest przy drodze wojewódzkiej nr 843.
Obecnie ośrodek przemysłu drzewnego, agroturystyczny, przemysłu spożywczego, są to główne kierunki rozwoju.
Do najciekawszych zabytków zalicza się: renesansowy kościół Wniebowzięcia Najświętszej Maryi Panny z XVII w., średniowieczny zamek z XVI w. oraz rezydencja biskupów chełmskich z XVIII w.

## Geografia

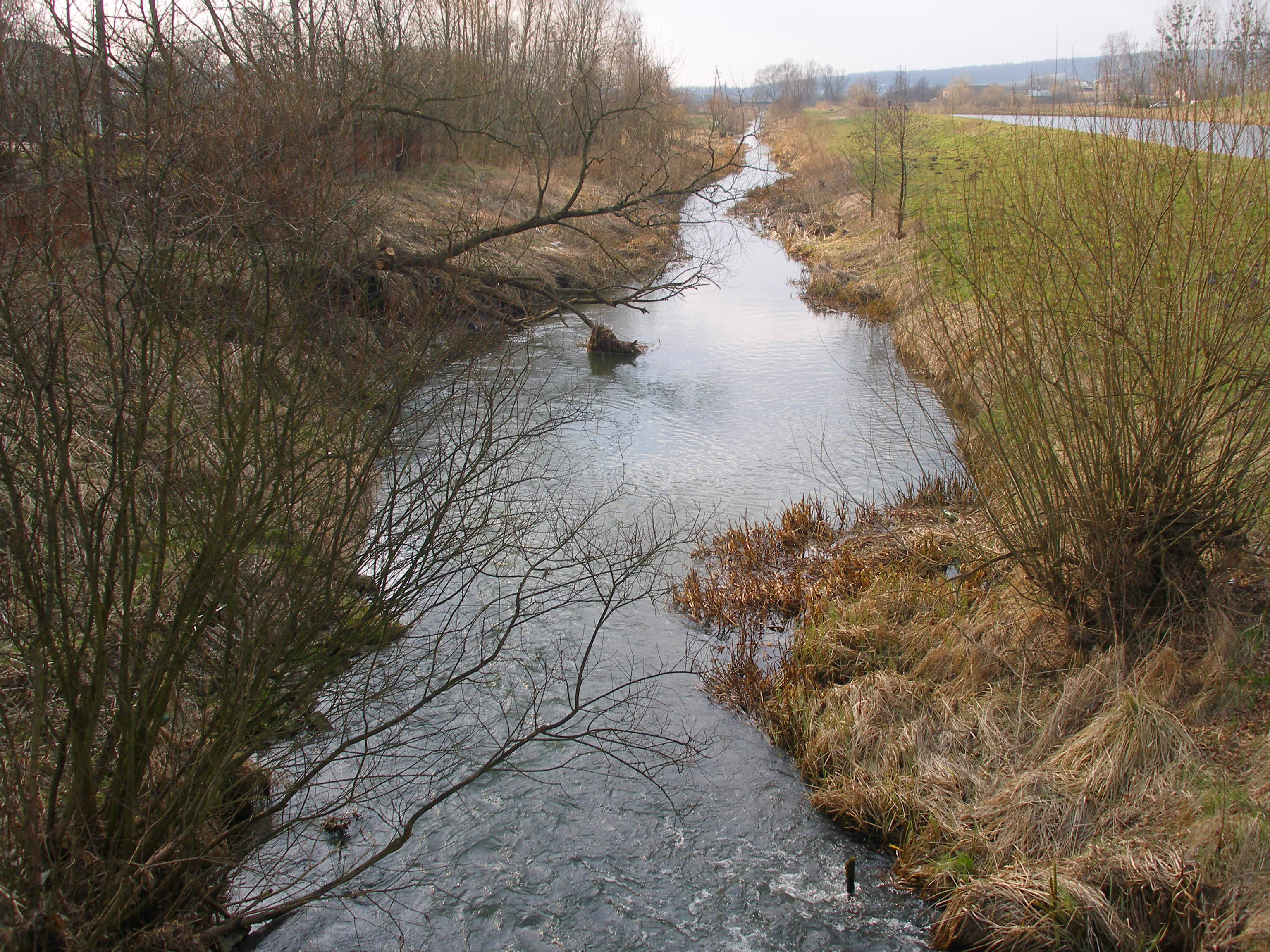
Rzeka Wolica

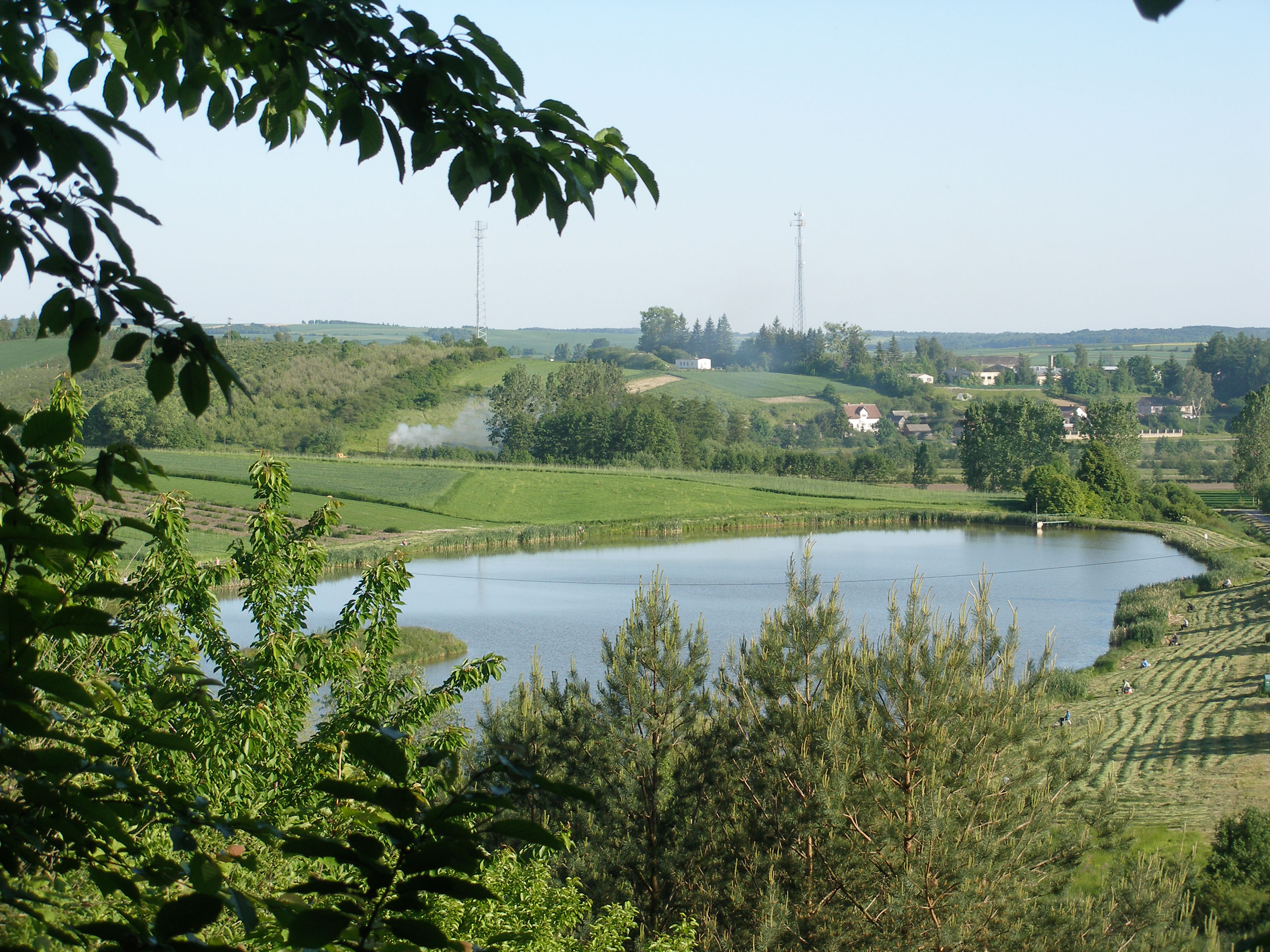
Zalew „Broczówka”

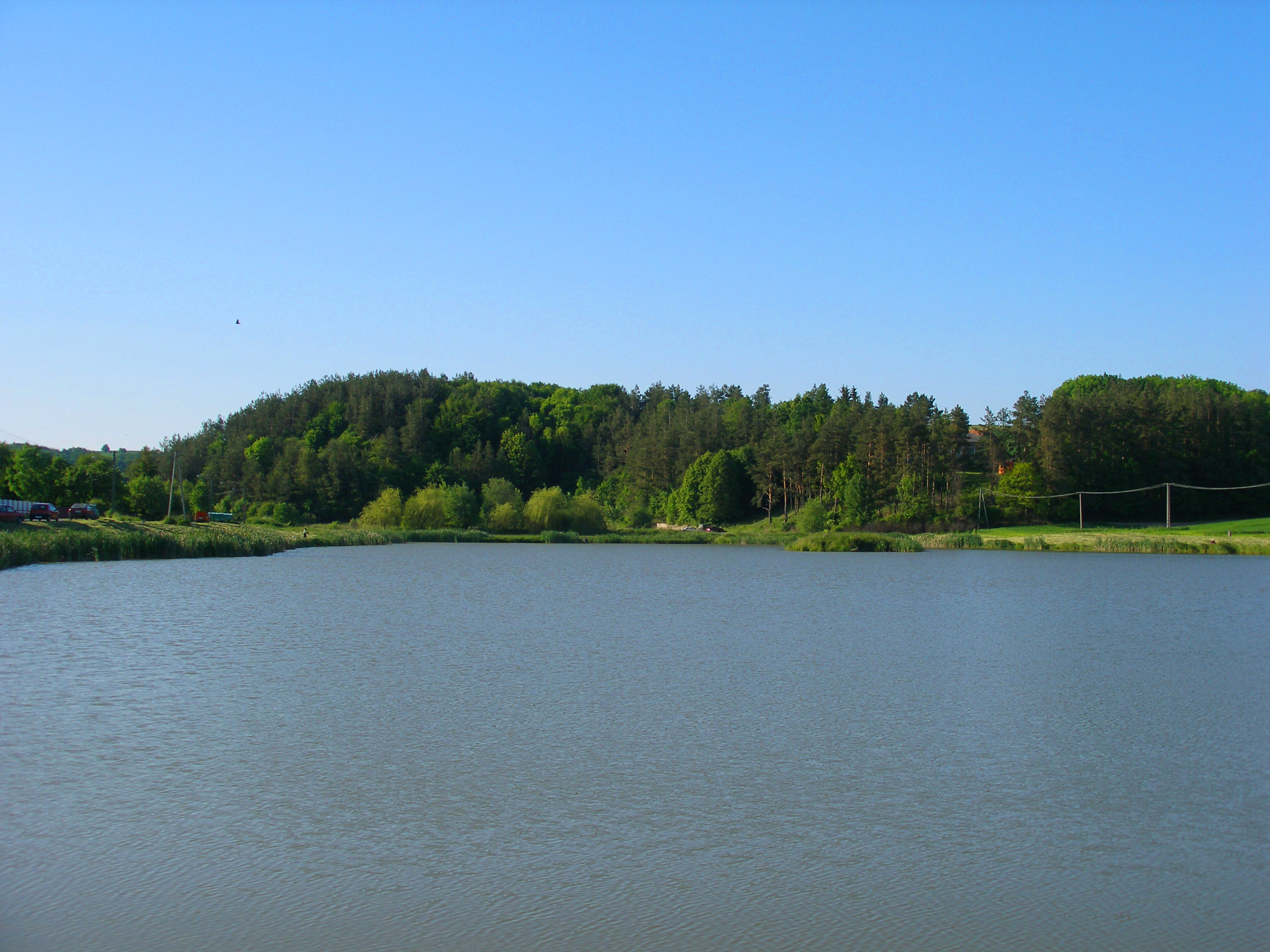
Rezerwat przyrody Broczówka

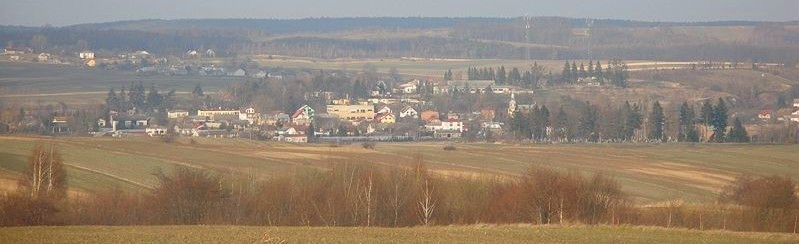
Panorama Skierbieszowa

### Toponimika nazwy
Nazwa miejscowości pochodzi od staropolskiego słowa „skierbiesz”, czyli „skarbnik”. Składa się z dwóch członów pierwszy skierb, drugi biesów. Może też wywodzić się od staropolskiego imienia Skarbisz (podobnie jak inne nazwy miejscowości: Skierbiszow i Skarbiszewo), które z kolei jest imieniem hipokorystycznym powstałym ze Skarbimir. Ponadto wymienia się wyrazy pospolite skarb, skarbowy, skarbić.

### Wody
Od wschodu w kierunku zachodnim przepływa rzeka Wolica, która wpada do Wieprza.
W odległości 1 km od Skierbieszowa znajduje się zalew Broczówka o powierzchni 3,60 ha.

### Rzeźba terenu
Wysokość, na jakiej położony jest Skierbieszów, waha się od ok. 208 do 212 m n.p.m. Leży w obrębie mezoregionu o zróżnicowanej rzeźbie terenu (wzgórza, jary, doliny) – są to Działy Grabowieckie, wchodzące w skład Wyżyny Lubelskiej (makroregion), graniczące od południa z Padołem Zamojskim i Kotliną Hrubieszowską.

### Skierbieszowski Park Krajobrazowy
W 1995 został utworzony Skierbieszowski Park Krajobrazowy. Skierbieszów leży w centralnej części parku. Celem utworzenia parku było zachowanie unikatowych walorów przyrodniczych, historycznych, kulturowych i krajobrazowych Działów Grabowieckich. Powierzchnia parku wynosi 35 488 ha.

### Klimat
Klimat w Skierbieszowie, jak niemal w całej Polsce jest klimatem umiarkowanym, przejściowym. Wyróżnia się jednak większym stopniem kontynentalizmu, na co wskazuje dość wysoka roczna amplituda temperatury – najchłodniejszy miesiąc to styczeń (-4,5 °C), a najcieplejszy – lipiec (+ 17,3 °C). Średnia temperatura roczna wynosi ok. 7,3 °C.
Roczna suma opadów, jakie przeważają w ciepłym półroczu (maj – sierpień), nie przekracza 600 mm.

### Przyroda
Najbliższy rezerwat w okolicach to rezerwat „Broczówka”, w którym ochronie podlegają gatunki roślin stepowych oraz fragmentu grądu i świetlistej dąbrowy. Dalszy to rezerwat leśno-krajobrazowy Głęboka Dolina. W odległości ok. 33 km na południowy zachód znajduje się Roztoczański Park Narodowy.

### Tereny zielone
Wśród terenów zielonych, większość stanowią łąki, głównie przy granicach Skierbieszowa.
Ogrody działkowe skupiają się w południowej części, zwłaszcza os. POM. Do terenów zielonych należy zaliczyć też m.in. park dworski na osiedlu. Miejscowość z północnej strony otacza rezerwat leśny Pańska Dolina.

## Historia

### Pierwsza wzmianka Skierbieszowa, początki osadnictwa
Od strony zachodniej do jeziora wystawał półwysep otoczony z trzech stron wodą. To właśnie miejsce wybrali pierwsi mieszkańcy Skierbieszowa, dawni Słowianie, na budowę obronnego grodu. Były to tereny wyjątkowo obronne, bardzo wygodne do założenia osady. Z trzech stron broniły dostępu: woda i bagna. Od strony zachodniej przekopano kanał, dookoła osady wzniesiono wały obronne. Szczątki tych wałów obronnych i przekopanej sztucznie fosy zachowały się do dziś.
Pierwsza wzmianka w kronikach o miejscowości pochodzi z ok. 1428, kiedy król Władysław Jagiełło nadał Skierbieszów biskupom chełmskim. Biskup Maciej ze Starej Łomży uzyskał w latach 1493–1496 u Jana Olbrachta przywilej na lokację miasta na prawie niemieckim z targami tygodniowymi i jarmarkami.
Według kronik diecezjalnych, pierwszy drewniany kościół w Skierbieszowie zbudował za zgodą króla Władysława Jagiełły w 1432 Zaborowski, biskup chełmski, na cześć „Wniebowzięcia Marii” i św. Dominiki. Według innych podań, założycielem pierwszego kościoła w Skierbieszowie, miał być Jan z Opatowic, biskup chełmski, w 1426, albo Jakub Buczacki w 1502.
W dawnych wiekach miasteczko składało się z trzech części oddzielonych rzeką Wolicą. Obecnie istniejące wioski Sady i Zawoda wchodziły w skład miasta natomiast Wójtostwo tworzyło odrębną osadę.

### Średniowiecze
Niektóre z zamieszczonych tu informacji wymagają weryfikacji.
Dokładniejsze informacje o tym, co należy poprawić, być może znajdują się w dyskusji tej sekcji.
 Po wyeliminowaniu niedoskonałości należy usunąć szablon {{Dopracować}} z tej sekcji.
Herbem miasta jest „Ostoja”, herb wyobrażany na pieczęciach z XVI i XVII w. Najstarsza pieczęć z 1358, a najstarszy zapis z 1358. Pochodzenie herbu nie jest znane. Skierbieszów należał do Grodów Czerwieńskich, które zajął Bolesław Chrobry.
W 1453 na prośbę biskupa Jana Kraski, król Kazimierz Jagiellończyk pozwolił lokować tutaj miasto. Nie wiadomo jaką zabudowę miał Skierbieszów jako miasto. Najstarsze znane domy pochodziły z końca XIX w. W 1494 król Jan Olbracht obdarzył miasto przywilejami na prawie niemieckim.
W środku miasta, tuż przy czworobocznym rynku, mieścił się ratusz. Rządy w mieście sprawował burmistrz, który stał na czele tutejszego magistratu. Obok burmistrza urzędował również wójt gromady Skierbieszów. W skład klucza skierbieszowskiego (tak wówczas nazywano rejon skierbieszowski) wchodziły następujące gromady: Skierbieszów, Cieszyn i Drewniki. Każdą z tych gromad rządził wójt.
Zwierzchnią władzę nad magistratem miasta sprawował mandatariusz z ramienia urzędu cyrkularnego w Zamościu, będący równocześnie oficjalistą dominalnym. Mandatariusz dysponował policją, jemu również przypadła rola głównego sędziego w kolegium sądowym. Pełnił urząd w Zamku Skierbieszowskim, ponieważ tam mieściła się kancelaria Skierbieszowskiego Sądu Dominikalnego oraz kancelaria Dominicali Skierbieszowienis.
Rozkazy i zalecenia magistratu były przekazywane mieszczanom za pośrednictwem „dziesiętników”. Dziesiętnicy byli wybierani na ogólnym zgromadzeniu w ratuszu. Z czasem miasto rozwinęło się w stronę zachodnią, tylko tam był bowiem teren nadający się do zabudowy.
Miasto zostało rezydencją biskupów chełmskich, drugą po Kumowie. Nieco później powstał zamek biskupi na wzgórzu za miastem, otoczony rozlewiskami, bagnami. W 1540 król Zygmunt I wydał dla miasta przywilej na pobór mostowego.
Do odzyskania niepodległości istniała w Skierbieszowie cerkiew, notowana już w 1564.
W 1557 biskup Jakub Uchański erygował w mieście cerkiew i parafię prawosławną pw. Narodzenia NMP. W jej skład wchodziły także Hajowniki, Wysokie, Cieszyn i Drewniki. W centrum miasta, od strony zachodu znajdował się drewniany kościół św. Ducha, przy którym znajdował się szpital dla 8 ubogich. Wzmiankowany jest już w 1591. Fundatorem tego kościoła był biskup chełmski Krzysztof Jan Szembek. Ten biskup był inicjatorem pogromu Żydów w Skierbieszowie, których wypędził z miasta i swoich posiadłości.
Warto zwrócić uwagę na nie w pełni zbadane dotąd „Zamczysko”. Po zniszczeniu zamku biskupi wznieśli rezydencję na północ od miasta, za Wolicą, łącząc ją z miastem nową drogą i mostem na rzece.
W okresie szczytowego rozkwitu siedziby biskupiej w Skierbieszowie, „w roku 1619, biskup Remigiusz Koniecpolski, powiększając fundusze miasta wyniósł go do stopnia prepozytury, by zaś wszyscy proboszczowie tej Bazyliki godnością kanonika katedrze chełmskiej zaszczycić się mogli”.

### Pod zaborami

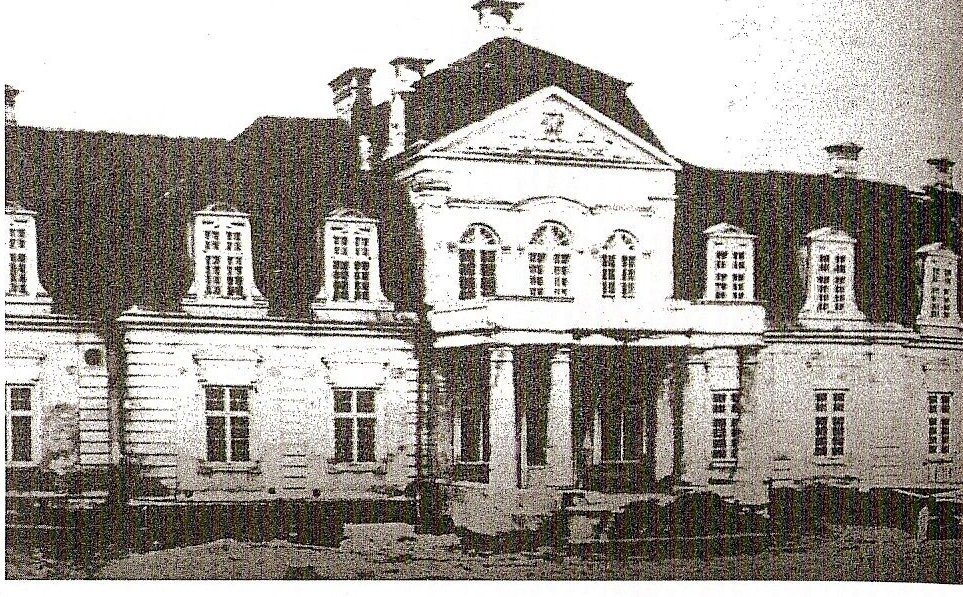
Dwór Wydżgów, 1914

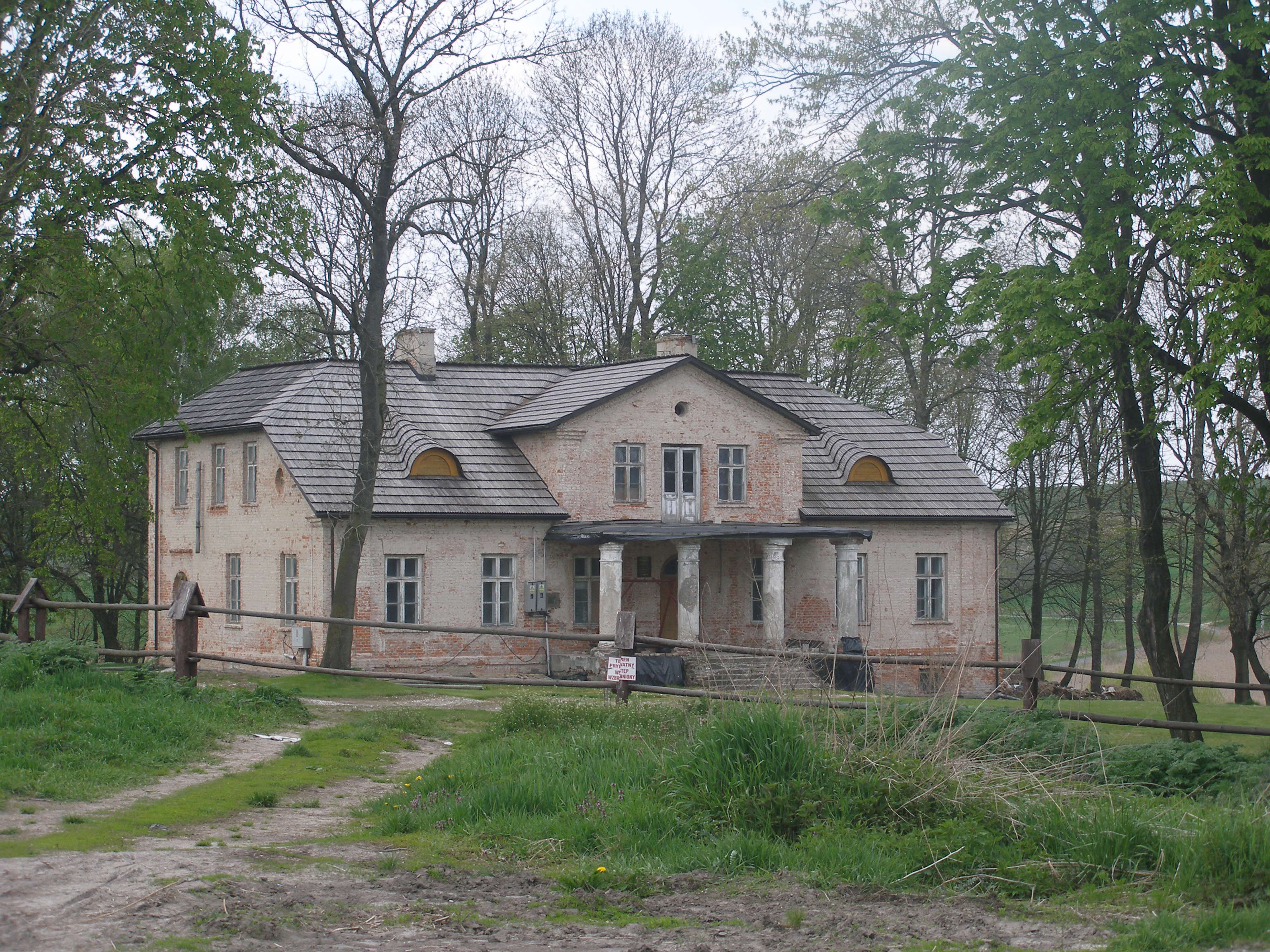
Dwór w Łaziskach

Po zniszczeniu kościoła św. Ducha w 1719 biskup Krzysztof Jan Szembek zbudował nowy, rozebrany w 1773. Po 1783, za rządów austriackich, dobra biskupie zostały skonfiskowane i sprzedane hr. Józefowi Ostrorogowi.
Istniejący obecnie murowany kościół z kamienia i cegły zbudowany został z gruzów zniszczonego zamku obronnego na początku XVIII w., a konsekrowany był w 1743. Znajdował się tu także szpital dla czterech ubogich, który spłonął na początku XIX w. Przed wejściem do kościoła stała niegdyś murowana dzwonnica, na której były zawieszone 4 dzwony. W 1816 uderzenie pioruna zrujnowało mury i wieżę, ta przez następne kilkadziesiąt lat nie naprawiona groziła zawalaniem. Kościół ten bogaty za czasów biskupich, został 13 lipca 1828 doszczętnie okradziony z wszelkich pamiątek i kosztowności.
W 1795 Skierbieszów znalazł się w zaborze austriackim, w 1809 został przyłączony do Księstwa Warszawskiego, a 6 lat później znalazł się w zaborze rosyjskim.
W wieży więziennej na „małym zamczysku” w 1788 został uwięziony burmistrz Skierbieszowa, Bartłomiej Kopciowski, posądzony o buntowanie rekrutów, „nadrabianie pospólstwu” i stawianie oporu cesarskiej władzy. W latach 1812–1813 burmistrzem miasta był Józef Kostecki (~1762–1813) herbu Leszczyc, ojciec Franciszka Kosteckiego.
W 1805 zostało zlikwidowane chełmskie biskupstwo rzymskokatolickie (na rzecz diecezji lubelskiej). W 1817 w pałacu hr. J. Ostroroga była kaplica prywatna. Po Ostrorogach dobra skierbieszowskie przeszły do Borkowskich Duninów herbu Łabędź. Za ich rządów Skierbieszów utracił prawa miejskie w 1822. W 1885 folwark Skierbieszów został własnością Mościckich, m.in. ojca przyszłego prezydenta. Na początku XX w. folwark skierbieszowski przeszedł w posiadanie Wydżgów.
W okresie powstania styczniowego umęczeni niewolą pańską chłopi skierbieszowscy niechętnie stawali w szeregach powstańców, obawiając się powrotu pańszczyzny dopiero co zniesionej ukazem carskim. Tylko kilkunastu z Ziemi Skierbieszowskiej przyłączyło się do oddziału powstańczego, zorganizowanego przez lekarza z Dubienki. Oddział ten stoczył jedną zwycięską potyczkę pod Izbicą, później pod Żółkiewką przegrał bitwę z wojskiem rosyjskim.
10 lutego 1845 naczelnik powiatu krasnostawskiego zobowiązał dziedzica do zbudowania cerkwi greckokatolickiej w ciągu jednego roku. W czasie pierwszej wojny światowej Skierbieszów przeszedł pod okupację austriacką. Front rosyjski w Galicji załamał się i do Skierbieszowa wkroczyli Austriacy.

### II Rzeczpospolita

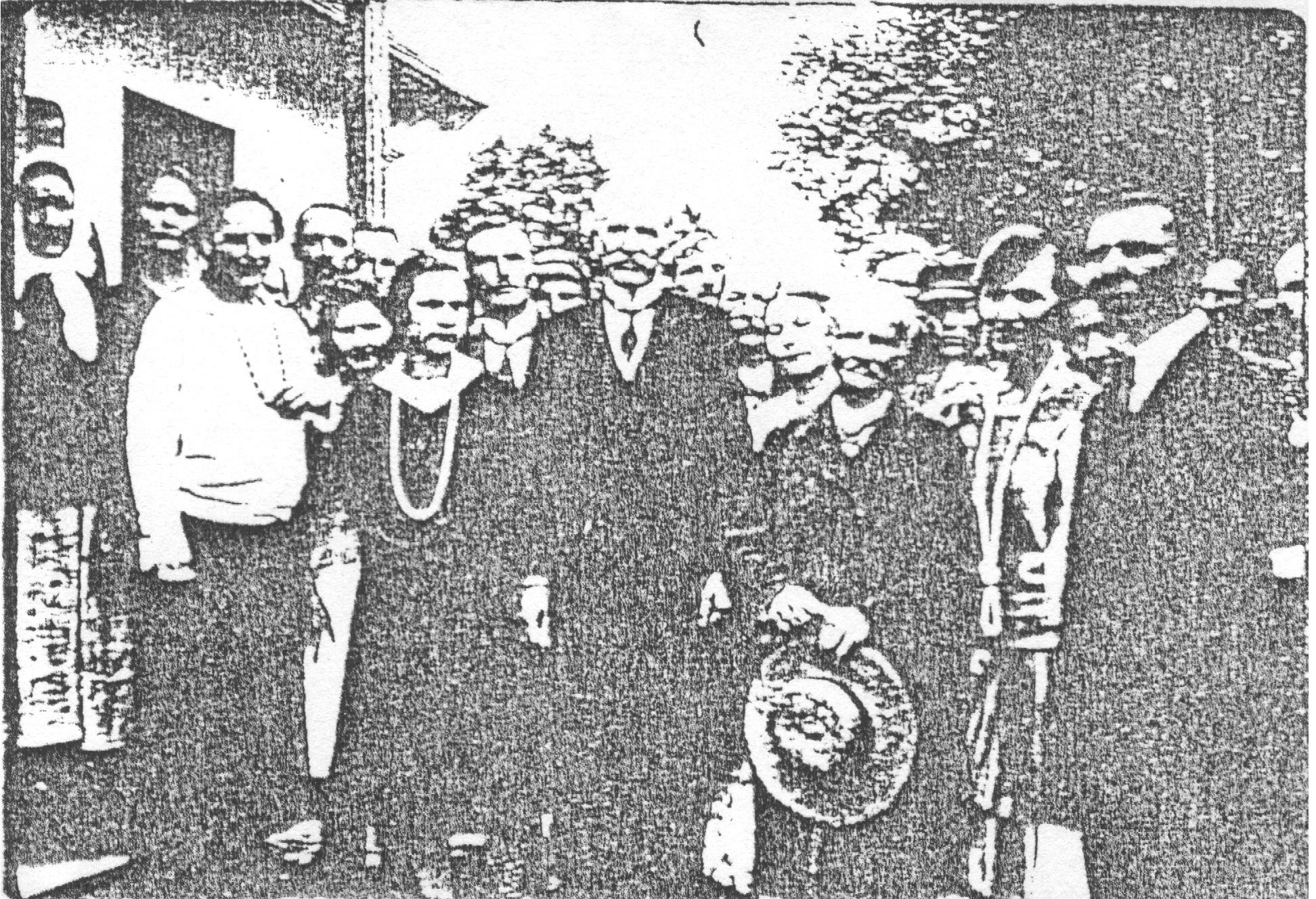
Przyjazd Prezydenta RP Ignacego Mościckiego

Po odzyskaniu niepodległości, w Skierbieszowie wyłonił się szeroki aktyw społeczny, zainteresowanie w podniesieniu materialnym, kulturalnym i organizacyjnym osady. Przywrócono też funkcje wójta i rady gminnej
W 1918 powstała w Skierbieszowie Kasa Pożyczkowo-Zapomogowa „Stefczyk”. Od 1932 prezesem kasy został Piotr Węcławik ze Skierbieszowa, który wspólnie z innymi członkami zarządu rozwijał nieprzerwanie jej pożyteczną działalność aż do wybuchu II wojny światowej. Głównym celem działalności była pomoc dla biednych chłopów. Udzielano pożyczek do 400 zł. Aby zwiększyć ilość posiadanych pieniędzy, a tym samym zaspokoić potrzeby społeczeństwa, zarząd organizował spędy świń i jarmarki pobierając drobne opłaty od sprzedawanej sztuki trzody.
W 1915 zbudowano ze Skierbieszowa do Zamościa drogę z inicjatywy Ignacego Mościckiego.
W 1924 z inicjatywy lekarza Albina Kapuścińskiego i aptekarza mgr Tadeusza Bortnowskiego powstała w Skierbieszowie mleczarnia. Prezesem „Spółki Mleczarskiej” został Marcin Polikowski ze Skierbieszowa. Działalnością swoją mleczarnia miała wpłynąć na zwiększenie dochodów dla społeczeństwa wiejskiego. 19 czerwca 1927 do Skierbieszowa przyjechał Prezydent Ignacy Mościcki.

### II wojna światowa

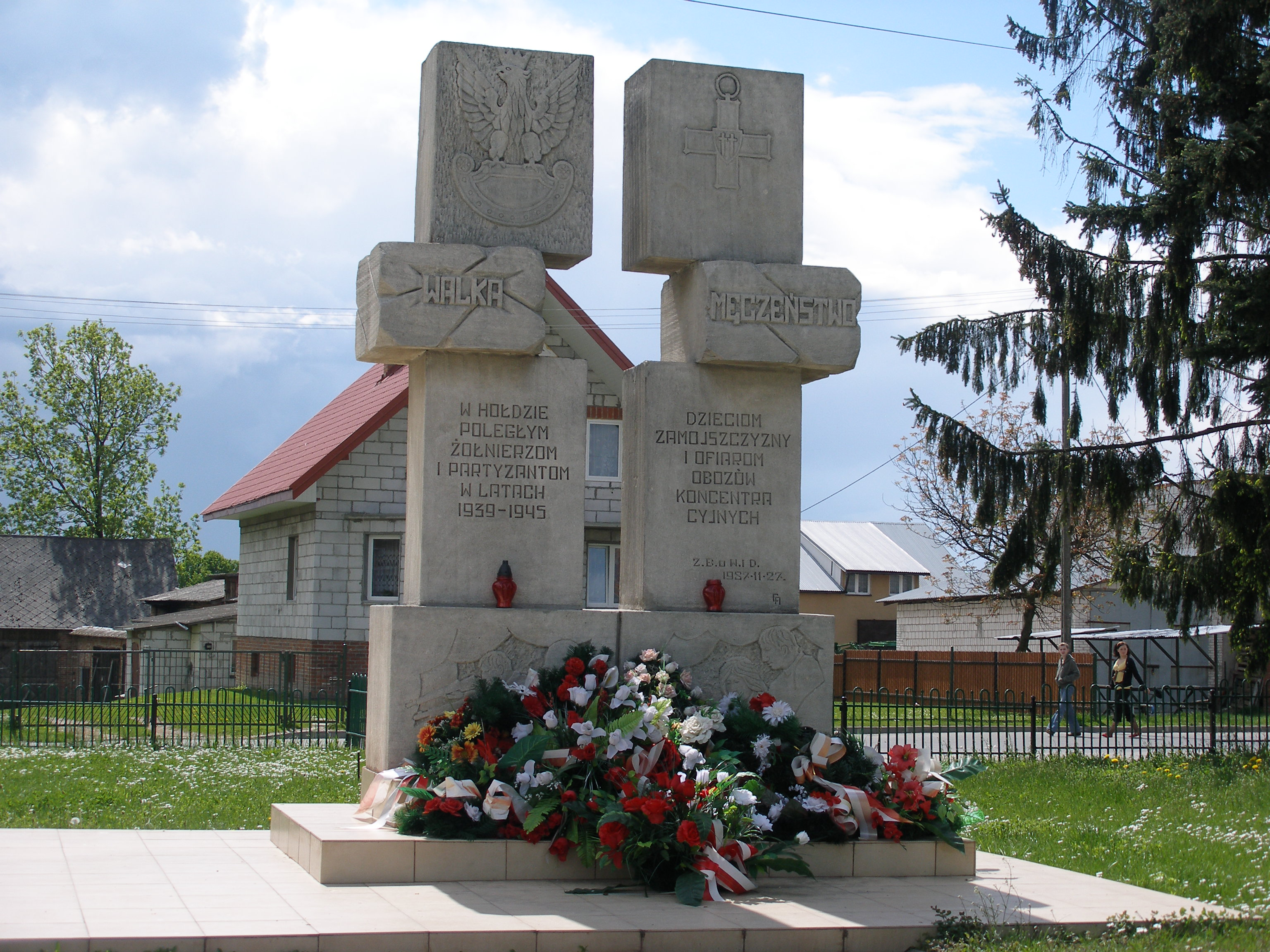
Pomnik walki i męczeństwa w Skierbieszowie

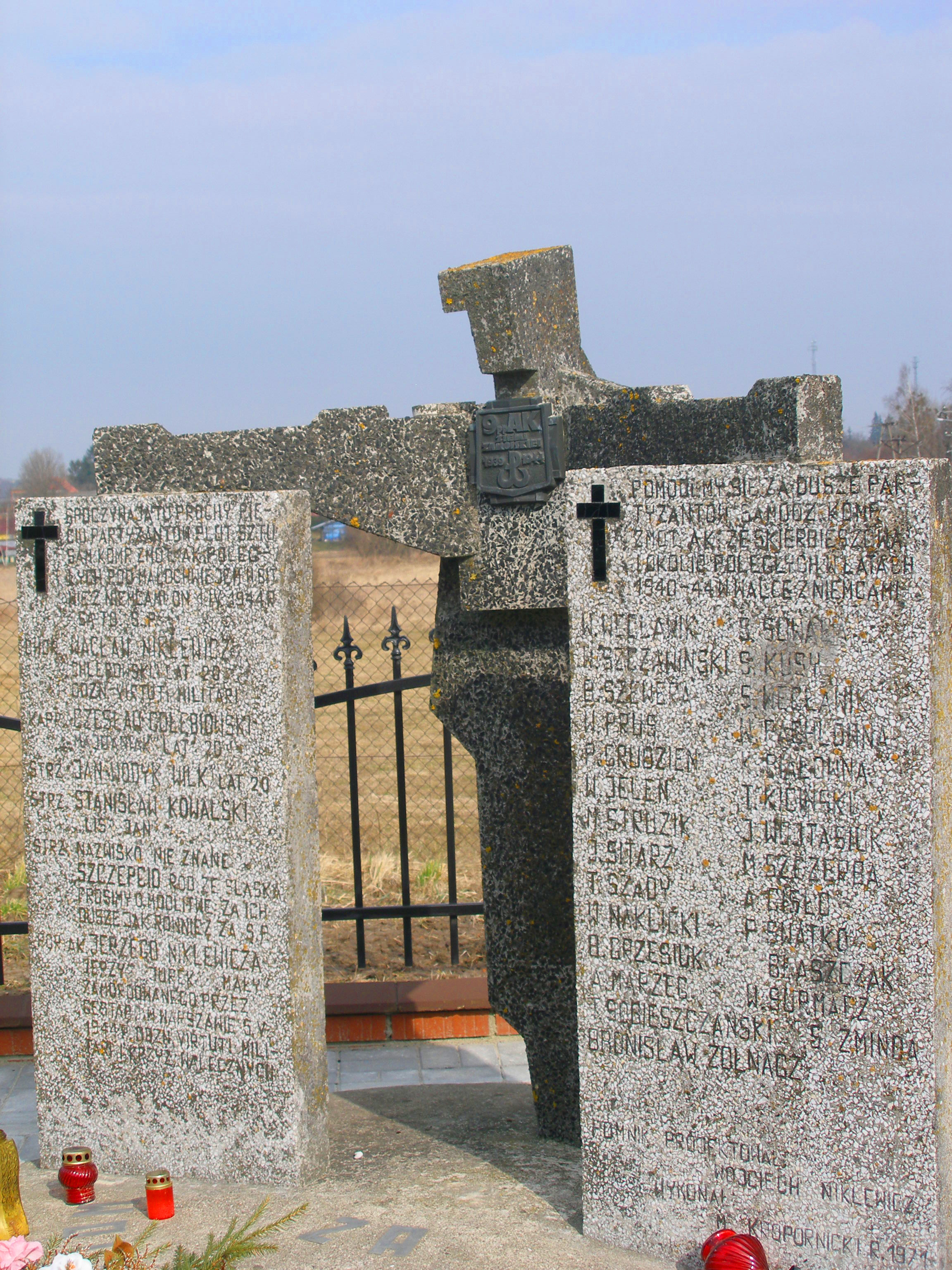
Pomnik na cmentarzu katolickim poświęcony poległym partyzantom w 1944

W 1939 Zamojszczyzna była miejscem walk z wojskami niemieckimi, które zakończyły się dzień przed kapitulacją Warszawy. Po zakończeniu wojny obronnej 1939. Zamojszczyzna została podzielona pomiędzy Niemcy (większość regionu) a Związek Radziecki (południowo-wschodnia część). W południowo-wschodniej części regionu do dziś pozostały resztki umocnień zwanych Linią Mołotowa.
22 czerwca 1941 Niemcy dokonały zbrojnej napaści na Związek Radziecki – swojego dotychczasowego sojusznika. W 1942 Skierbieszów i okoliczne wsie zostały wysiedlone przez okupanta, a wielu mieszkańców dostało się do obozów koncentracyjnych. Niemcy dokonali zmiany nazwy miejscowości poprzez wprowadzenie okupacyjnej nazwy nazistowskiej Heidenstein.
Akcja wysiedleńcza rozpoczęła się w nocy z 27 na 28 listopada 1942 Wysiedleniem Skierbieszowa oraz okolicznych wsi: Lipina Nowa, Suchodębie, Sady i Zawoda. Trwała ona do marca 1943. Objęła powiaty: biłgorajski, hrubieszowski, tomaszowski i zamojski.
Ze względu na wiosenną ofensywę partyzancką akcję przerwano. Pomimo trudnej sytuacji na froncie wschodnim, Niemcy zmobilizowali trzy dywizje SS i 15 czerwca, 15 lipca wznowili wysiedlenie ludności. Część mieszkańców objętych akcją zbiegła i na własną rękę szukała ratunku, najczęściej udając się do rodzin i znajomych. Całością kierował Sekretarz stanu do spraw bezpieczeństwa G.G. SS – Obergruppenführer Krüger. Nad bezpośrednim przebiegiem akcji czuwał szef SS i policji dystryktu lubelskiego Odilo Globocnik.
Wysiedloną ludność kierowano do obozów przejściowych (pozbawionych najbardziej elementarnych warunków do życia) w Zamościu, Zwierzyńcu, Budzyniu. Nędzy obozowej towarzyszył terror ze strony SS-manów. Szczucie psami, bicie za zbliżanie się do drutów, strzelanie do ludzi w celu zabicia wszy masowo występujących na więźniach – należało do zjawisk powszechnych. W miejscu wysiedlonych i wywiezionych mieszkańców gminy Skierbieszów hitlerowcy sprowadzili w ramach akcji kolonizacyjnej Heim ins Reich niemieckich osadników ze Śląska, Serbii, Chorwacji, Rosji i rumuńskiej Besarabii. Po wysiedleniu ludności Skierbieszowa w 1942 Niemcy urządzili w kościele Wniebowzięcia NMP magazyn zbożowy.
W 1943 w rodzinie niemieckich chłopów przesiedlonych z zajętej przez ZSRR Besarabii urodził się Horst Köhler, prezydent Niemiec w latach 2004–2010. Nazwiska 250 mieszkańców osady, którzy zginęli w obozach zagłady znajdują się na pamiątkowej tablicy w kościele parafialnym w Skierbieszowie.

### Czasy PRL-u

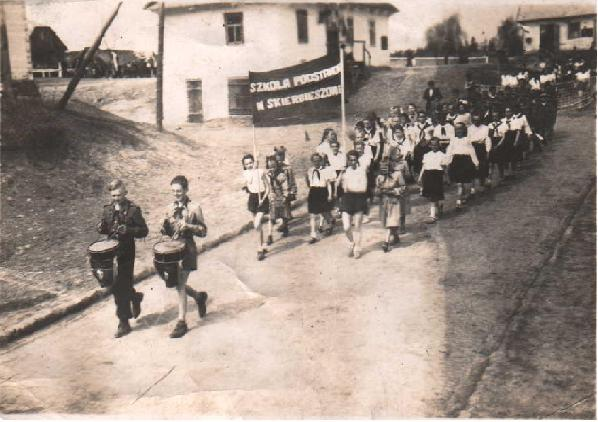
Uroczystość szkoły podstawowej w 1953

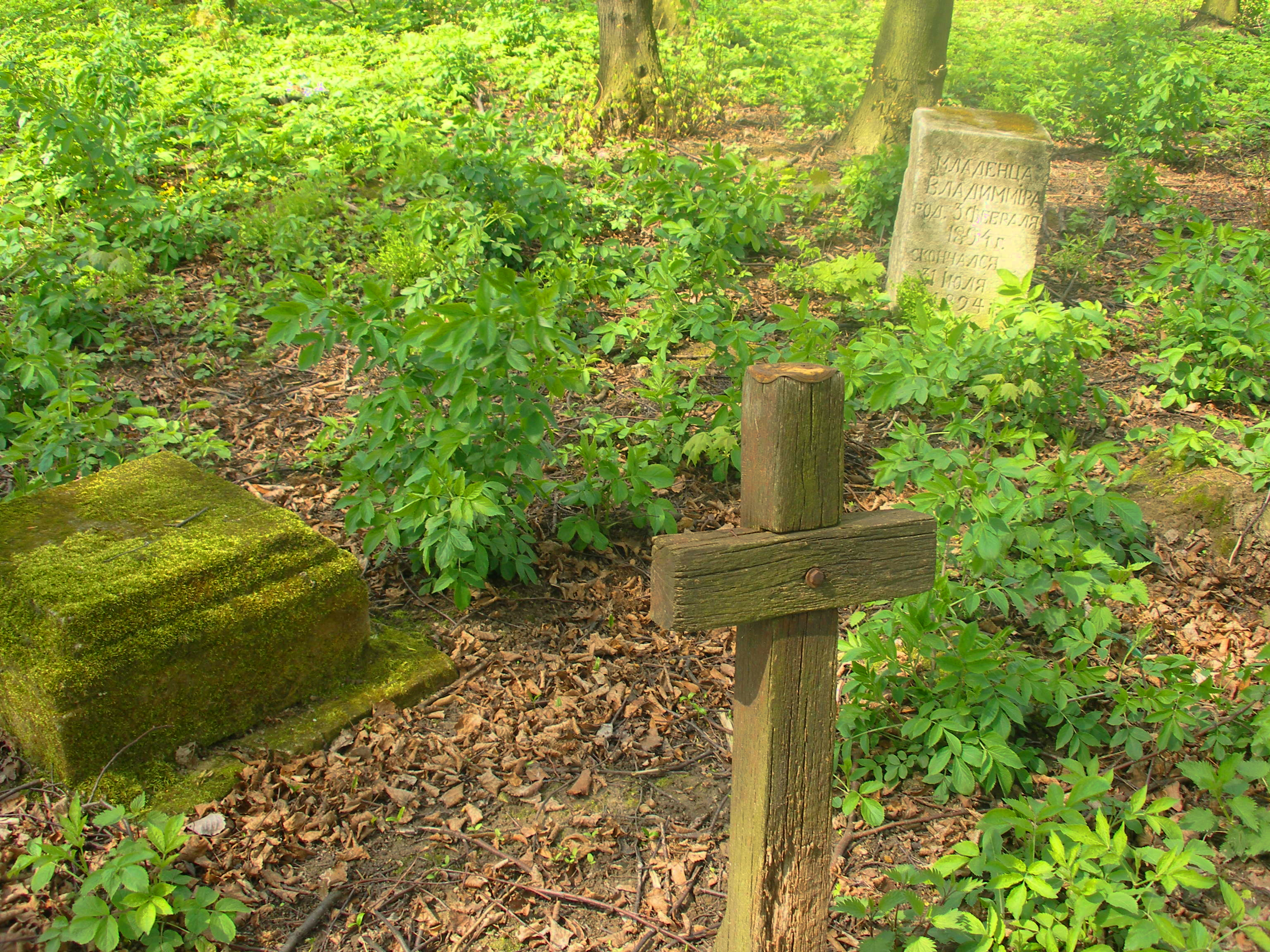
Cmentarz prawosławny w Skierbieszowie

W latach 1944–1948 działały tu oddziały AK, BCh, NSZ i inne konspiracyjne organizacje, m.in. UPA. Skierbieszowscy Żydzi zostali wymordowani podczas wojny. Wysiedleni skierbieszowianie powrócili do kraju dopiero w latach 1945–1946, odnajdując swoje gospodarstwa zdewastowane. Za PRL-u w Skierbieszowie powstała większość instytucji społecznych i zakładów produkcyjnych oraz wszystkie instytucje kulturalne. Większość z nich  już dziś nie istnieje. W latach 50. XX w. powstał Państwowy Ośrodek Maszynowy. W 1975 w wyniku uderzenia pioruna spłonęły 2 gospodarstwa na ulicy Nadrzecznej, a dwa lata wcześniej w 1973 w wyniku uderzenia pioruna, na ulicy 1 Maja 11 spłonęły zabudowania gospodarcze, pożar rozprzestrzenił się łącznie na 3 posesjach.
W wyniku reformy administracyjnej w 1975, Skierbieszów znalazł się w województwie zamojskim. W 1980 otworzono przedszkole samorządowe.
| Wyznanie          | Mieszk. |
| ----------------- | ------- |
| Rzymskokatolickie | 766     |
| Mojżeszowe        | 106     |
| Prawosławne       | 20      |
| Ogółem            | 1021    |

### Ludność i wiara
Skierbieszów był miastem trzech wyznań – rzymskokatolickiego, prawosławnego i mojżeszowego, o czym do dziś świadczą byłe skierbieszowskie świątynie (kościoły, cerkiew). Dopiero 1528 w mieście pojawili się żydzi. Nie utworzyli dużej gminy stąd brak było w mieście synagogi. W przeciwieństwie do innych miast Zamojszczyzny stanowili oni znikomy odsetek mieszkańców i nie odgrywali znaczniejszej roli w życiu Skierbieszowa.

## Zabytki

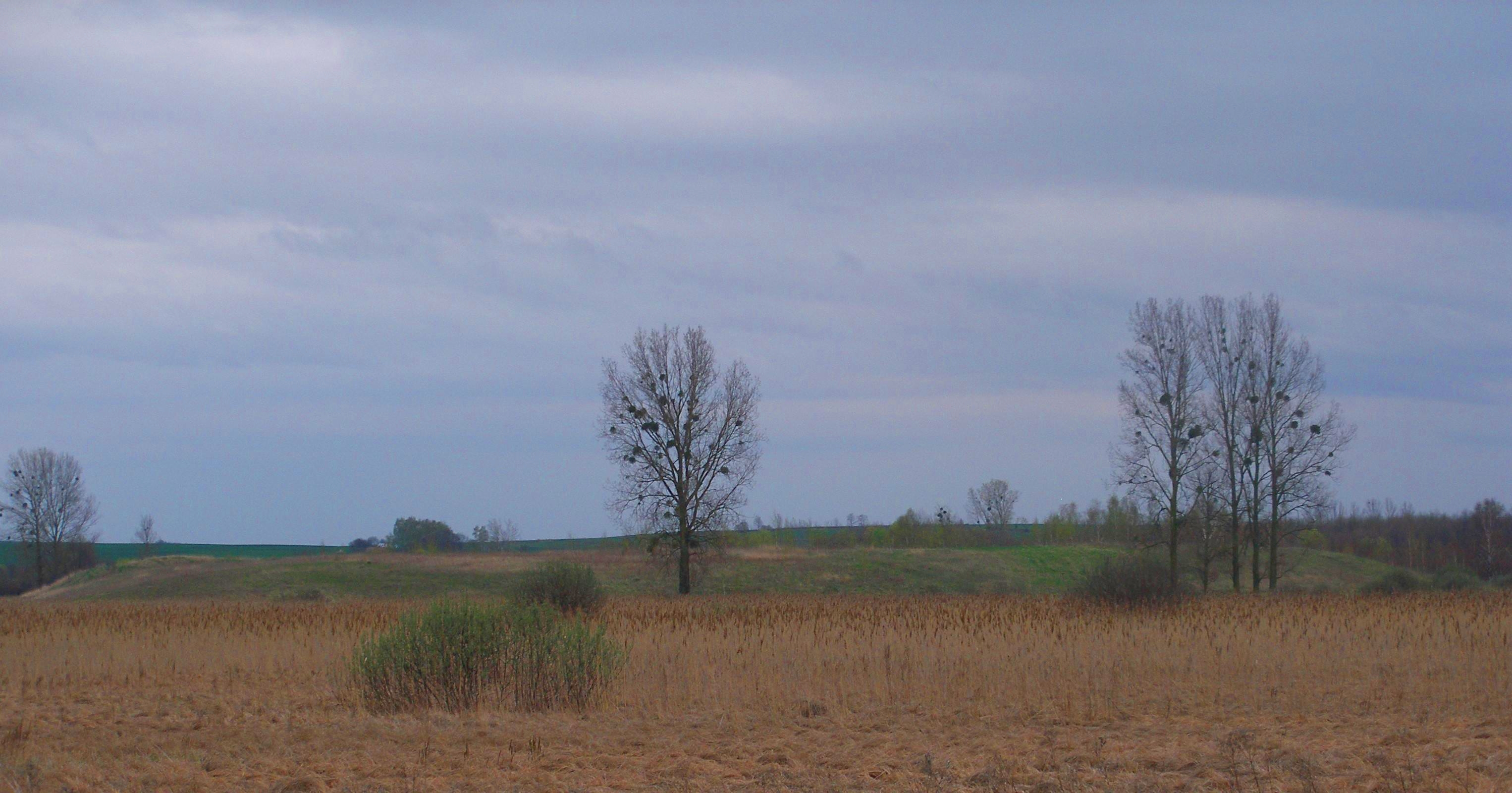
Widok na grodzisko

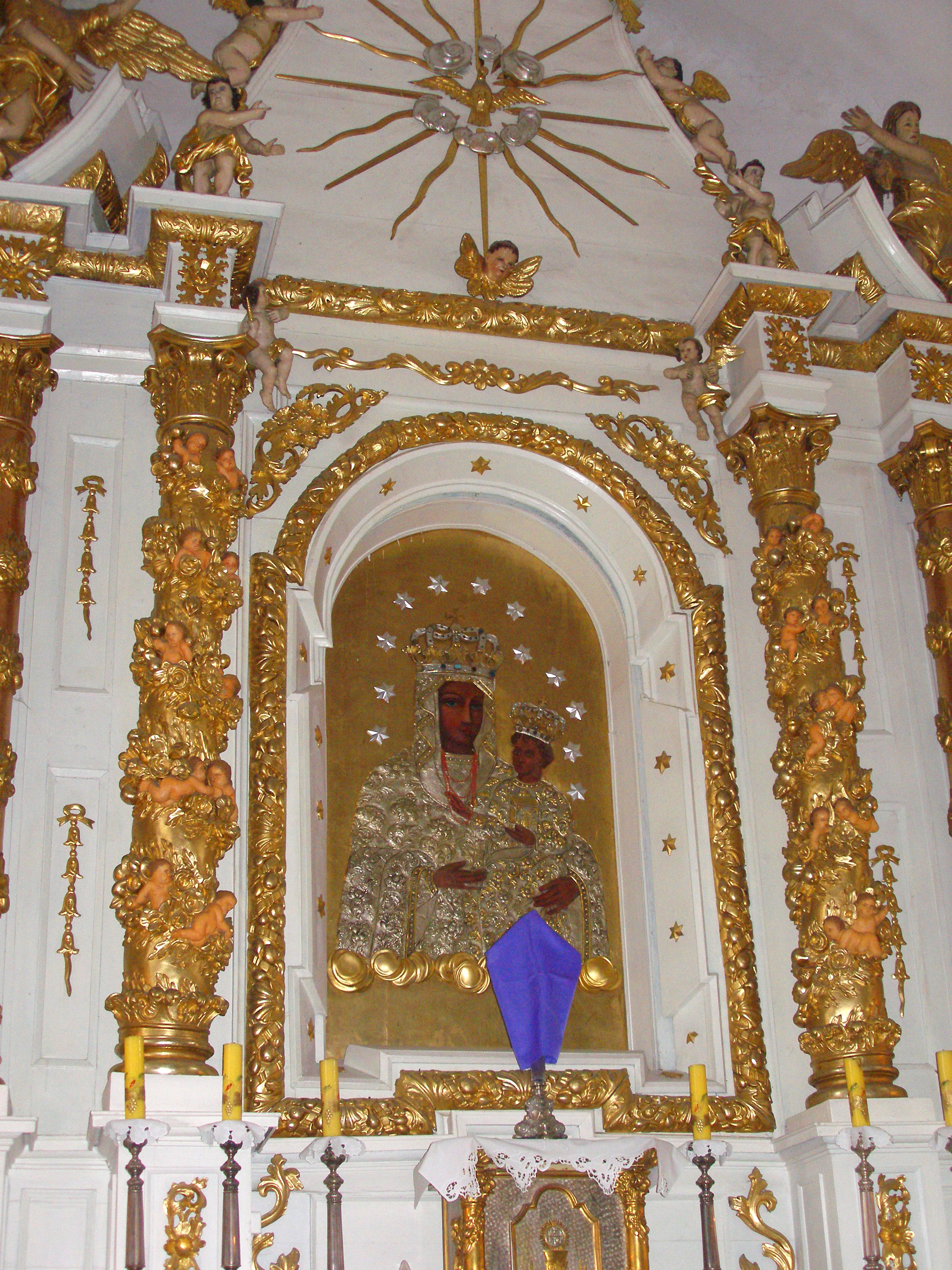
Barokowy ołtarz główny w kościele

### Zamek
Zbudowany prawdopodobnie w XIV w. Średniowieczny zamek, o którym nie zachowały się żadne zapiski w dokumentach. Nie wiadomo, kto był jego budowniczym. Znalezione na jego terenie pieniądze z datą 1382 i 1383 oraz inne wykopaliska świadczą o istnieniu zamku już w XIV w. Badania archeologiczne na usypanym na wzgórzu kopcu o wysokości 3 m doprowadziły do odkrycia śladów osadnictwa z XIV w. Zamek murowany był z cegły i kamienia.

### Kościół Wniebowzięcia Najświętszej Maryi Panny
Renesansowy kościół jednonawowy z XVII w., na wschód od centrum. Konsekracji tego kościoła, który cechuje styl renesansowy dokonał biskup Józef Eustachy Szembek w 1743.
Ołtarz główny wykonany został w stylu barokowym. W ołtarzu znajduje się obraz Matki Bożej z Dzieciątkiem w posrebrzanym koronach i sukience. Pochodzenie obrazu nie jest znane. Dokumenty wspominają o licznych wotach przy obrazie świadczące o żywym dawniej kulcie i łaskach. Kościół bogaty za czasów biskupich został w 1828 doszczętnie okradziony z wszelkich pamiątek i kosztowności. Na chórze muzycznym znajdują się organy 10-głosowe, wykonane przez Antoniego Szydłowskiego z Wrocławia, prospekt organów i prospektowe piszczałki z 2 połowie XVIII w. Aparat brzmieniowy z 1860 wykonany przez Stanisława Romańskiego z Lublina.

### Rezydencja biskupów
Dawna posiadłość biskupów chełmskich z XVIII w. znajduje się w miejscu (obecnie os. POM). Została zbudowana przez Władysława Jagiełłę. Rezydencja była siedzibą Biskupów, drugą po Kumowie. Pozostałości folwarku-piwnice, spichlerz murowany z końca XVIII w. Budowniczym był biskup Jerzy Zamoyski ok. 1610.

### Zamek obronny
Obok zamku na „Zamczysku” istniał w Skierbieszowie drugi zamek obronny zbudowany przez biskupów chełmskich, na prawym brzegu rzeki Wolicy, na wysokim wapiennym wzniesieniu na terenie biskupiego dworu. Nieznana jest data jego budowy. Zamek przetrwał do XIX w. Pod zamkiem znajdowały się rozległe podziemia z chodnikami podziemnymi w różnych kierunkach, wokół byłego zamku. W chwili obecnej zachowane są główne komory podziemi zamkowych, stąd w różnych kierunkach odchodzą wąskie lochy. Niektóre z nich zostały zamurowane w 1908 przez właściciela majątku Wydżgę. Najprawdopodobniej podziemia te miały służyć do wypadów z oblężonego zamku na tyły wroga, w celu zaatakowania go oraz jako ostatnia deska ratunku do ucieczki.

## Cmentarze

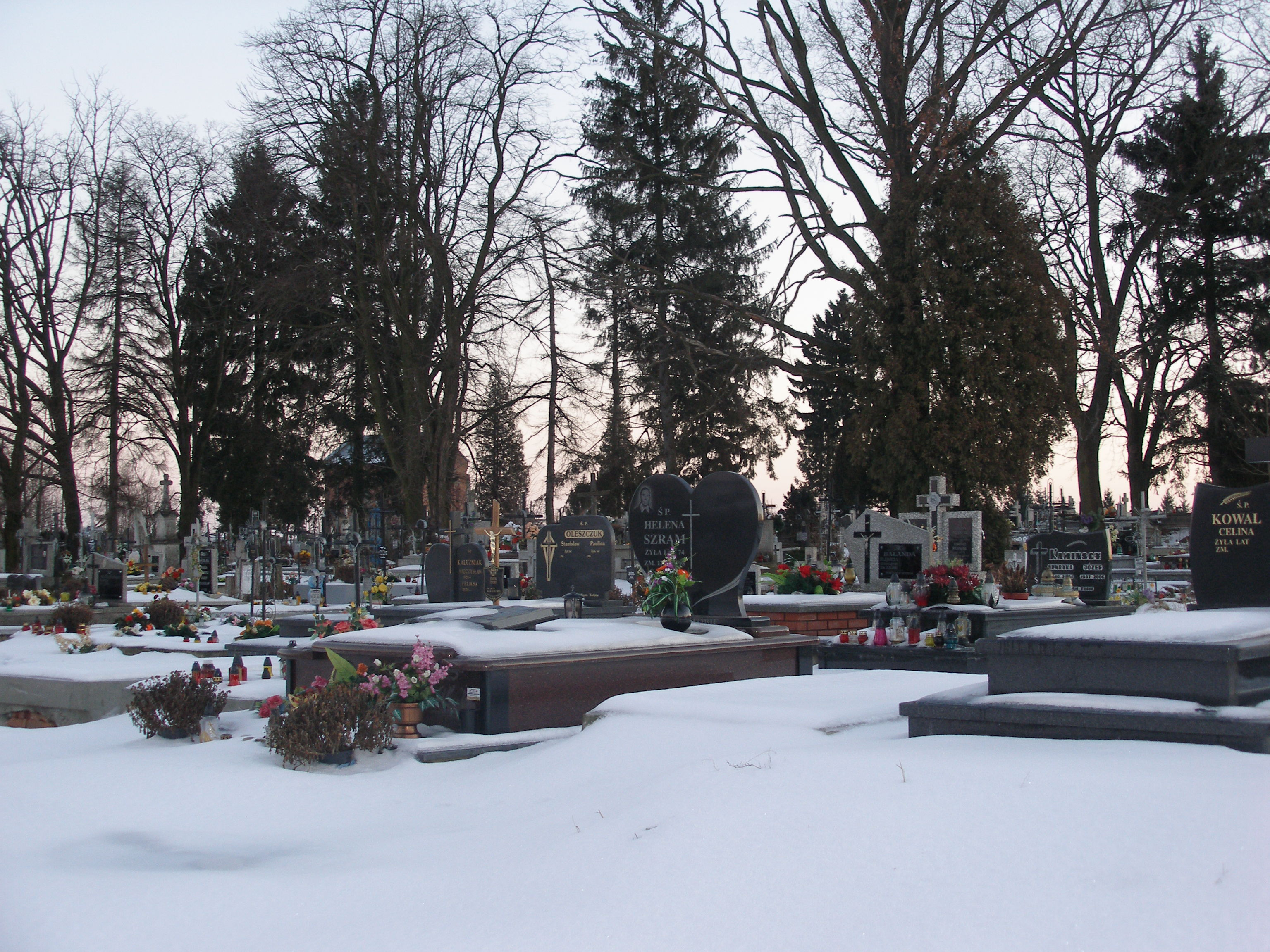
Cmentarz katolicki w Skierbieszowie

Początkowo wokół kościoła istniał cmentarz grzebalny, ale przed 1817 przeniesiono go poza miasto. Na terenie Skierbieszowa, przy końcu ul. Nadrzecznej znajduje się cmentarz z I wojny światowej. W dwóch mogiłach pochowanych jest 50 żołnierzy rosyjskich, a w 13 mogiłach 320 żołnierzy niemieckich. Największym cmentarzem z najstarszymi nagrobkami jest cmentarz rzymskokatolicki przy ul. Cmentarnej. Pozostałe to:
- cmentarz wojenny z I wojny światowej, żołnierzy radzieckich i żołnierzy armii niemieckiej
- cmentarz polskokatolicki
- cmentarz wojenny z I wojny światowej, pochowanych jest 1650 żołnierzy armii radzieckiej

## Transport
Skierbieszów jest węzłem drogowym.

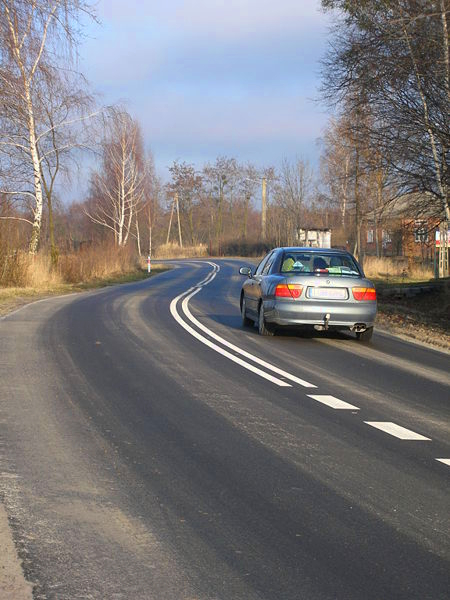
Droga wojewódzka nr 843, wylot ze Skierbieszowa w stronę Chełma

- droga wojewódzka nr 843: Zamość – Skierbieszów – Chełm.

oraz drogi lokalne
- Skierbieszów – Zabytów – Krasnystaw
- Skierbieszów – Grabowiec – Hrubieszów
- Skierbieszów – Kalinówka

Do 2020 przez Skierbieszów ma przebiegać droga krajowa. Najbliższe stacje kolejowe znajdują się w Zamościu, Biłgoraju i Chełmie. Skierbieszowski dworzec autobusowy zlokalizowany jest przy ul. Zielonej. Dzięki węzłowi drogowemu wieś ma dogodne połączenia autobusowe, zarówno lokalne, jak i dalekobieżne.
Odległości do wybranych, ważniejszych miast:
- Kielce – 321 km
- Kraków – 290 km
- Lublin – 81 km
- Rzeszów – 177 km
- Warszawa – 250 km
- Lwów – 140 km

## Turystyka

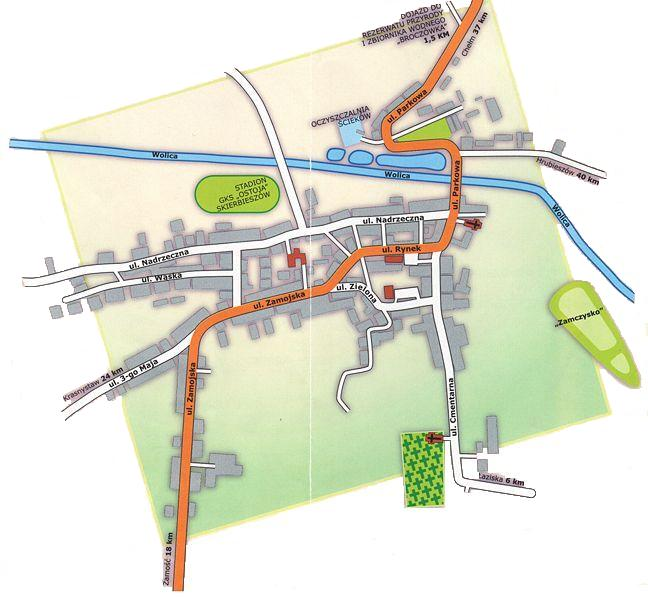
Plan Skierbieszowa

### Infrastruktura
Położony jest w południowo-wschodnim regionie Polski. Od 1997 we wsi znajduje się 14 gospodarstw agroturystycznych. Na ul. Wąskiej mieści się punkt informacji turystycznej. W 2006 została otwarta „Skierbieszowska Trasa Rowerowa” o długości 42 km.

### Szlaki
Przez miejscowość gminę przechodzą 4 szlaki turystyczne: czarny, niebieski, żółty i zielony
- - „Szlak „Po Działach Grabowieckich””
- - „Szlak Ariański”
- - „Szlak Tadeusza Kościuszki”
- - „Szlak śladami Księdza Stefana Wyszyńskiego”
- Ścieżka edukacyjno-spacerowa „Skierbieszów-Dulnik-Zawoda-Broczówka”[20][21]

Przez teren Parku przebiegają 2 trasy rowerowe :
- - "Skierbieszowska Trasa Rowerowa"
- - LZA-102 „Po Zamojszczyźnie”
- ścieżka pieszo-rowerowa przyrodniczo-historyczna „Stryjowskie Wąwozy”[22].

## Sport

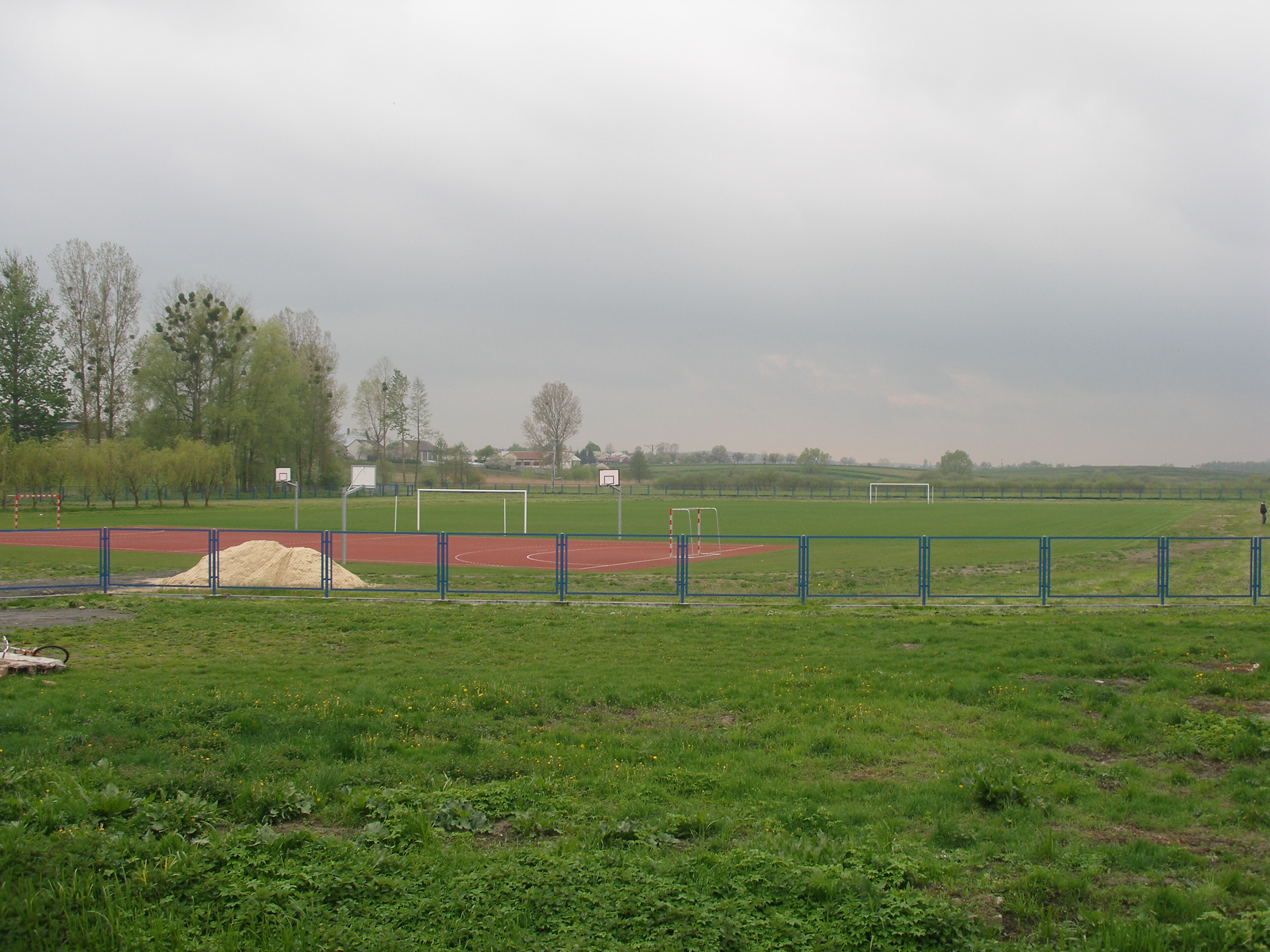
Stadion lekkoatletyczny w budowie

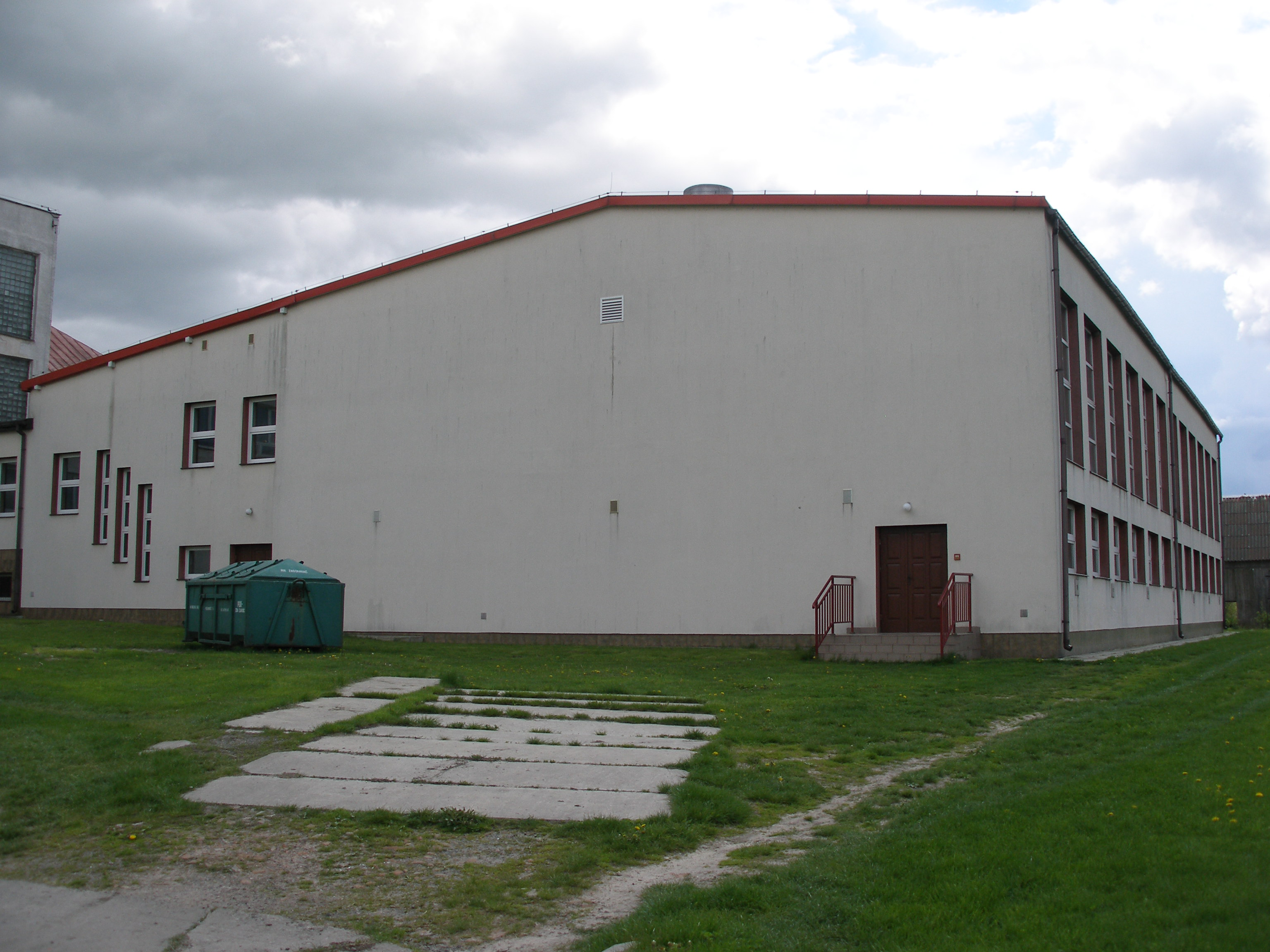
Hala sportowa w Skierbieszowie

### GKS Ostoja Skierbieszów
- Gminny Klub Sportowy Ostoja Skierbieszów – amatorski klub piłkarski, założony w 1962. Obecnie drużyna seniorów gra w zamojskiej klasie B. Ostoja rozgrywa mecze na stadionie w Skierbieszowie, znajdującym się przy ul. Nadrzecznej.

### Obiekty sportowe
Stadion piłkarsko-lekkoatletyczny,
- stadion do piłki nożnej należący do klubu GKS Ostoja,
- trybuny,
- 4 torowa bieżnia tartanowa o dł. 400 m (w budowie),
- rzutnie do rzutu oszczepem, do rzutu dyskiem i młotem, do pchnięcia kulą,
- skocznia do skoku w dal i skoku wzwyż,
- boisko tartanowe do siatkówki, piłki ręcznej i nożnej,
- dwa boiska tartanowe do koszykówki.

Hala sportowa
- Mieści się przy gimnazjum im. Dzieci Zamojszczyzny. Jest to nowoczesny, wielofunkcyjny obiekt sportowy, w którym można rozgrywać mecze różnych dyscyplin sportowych. Na znajdującej się w hali płycie z dębowym parkietem, można rozgrywać mecze piłki ręcznej, futsalu, siatkówki, koszykówki lub kort do tenisa.

## Oświata

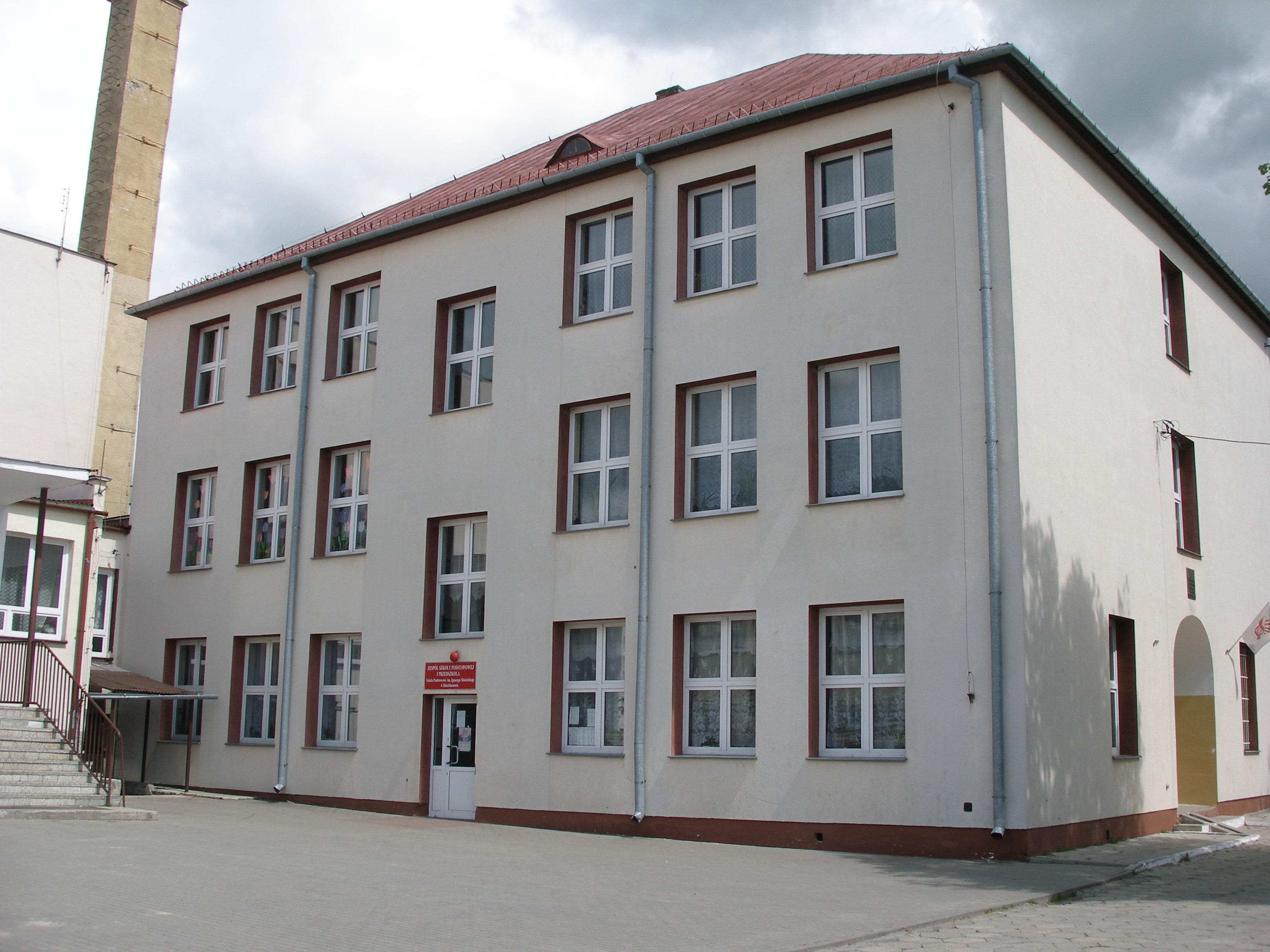
Szkoła Podstawowa im. Ignacego Mościckiego

### Przedszkola
- Przedszkole Samorządowe

### Szkoły podstawowe
- Szkoła Podstawowa im. Ignacego Mościckiego

### Gimnazja
- Gimnazjum Publiczne im. Dzieci Zamojszczyzny

## Ludzie urodzeni w Skierbieszowie
- Horst Köhler – niemiecki polityk, Prezydent Republiki Federalnej Niemiec w latach 2004–2010
- Zbigniew Derdziuk – minister, członek Rady Ministrów w rządzie Donalda Tuska
- Andrzej Derdziuk – prezbiter, członek Zakonu Braci Mniejszych, profesor KUL
- Ludwik Wiśniewski – dominikanin duszpasterz akademicki, założyciel Akademii Złota 9
- Jan Sokół – działacz ruchu ludowego, uczestnik kampanii wrześniowej, żołnierz Batalionów Chłopskich.

## Kultura

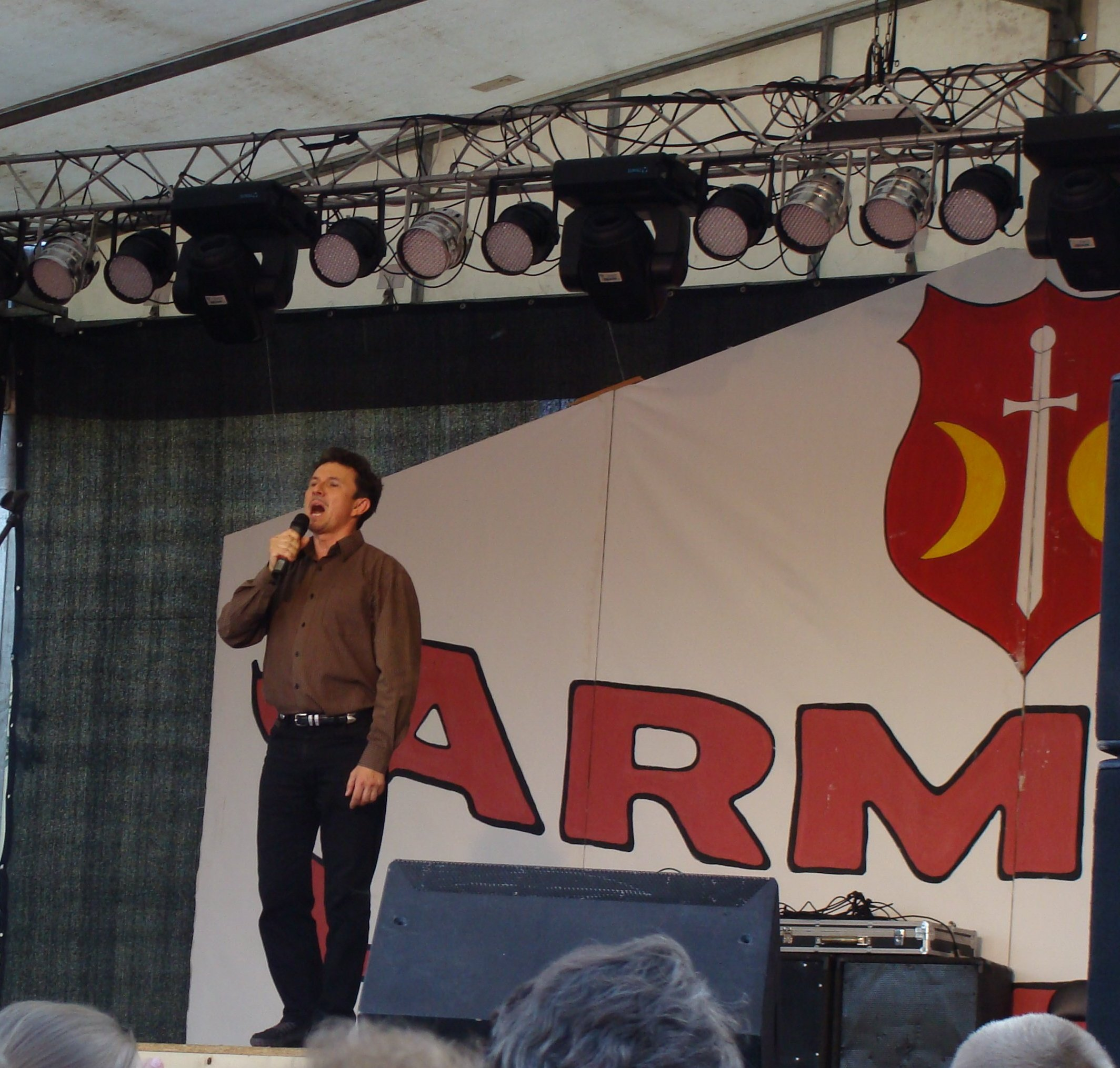
Jacek Wójcicki na Jarmarku Kiliana

6–8 lipca odbywa się coroczny jarmark, na który zjeżdżają handlarze z całej wschodniej połowy dawnego województwa lubelskiego. W tym czasie odbywa się wiele imprez kulturalnych i muzycznych. Tradycja Kiliańska wiąże się nie tylko z handlem. Od wieków Kilian był dniem załatwiania osobistych porachunków. W dawniejszych czasach miały one bardziej krwawe przebiegi. Obecnie „Kilian” to trzy dni zabawy, odpoczynku, degustacji różnych gatunków piwa oraz zakupów.

### Biblioteka
- Gminna Biblioteka Publiczna (ul. Rynek 27)

### Ośrodki kultury
- Gminny Ośrodek Kultury w Skierbieszowie (ul. Zielona 3),
- Galeria Sztuki „Łącznik” (ul. Zamojska)
- Młodzieżowy Teatr Amatorski „ Oaza Życia”